# Dirección General de Cine (DGCINE)
La Dirección General de Cine (DGCINE) – Comisión Fílmica de la República Dominicana - es un organismo que coordina y regula la ejecución de las políticas para las actividades cinematográficas y audiovisuales de la República Dominicana.
Adscrita al Ministerio de Cultura de la República Dominicana, la DGCINE fue establecida, a través de la Ley 108-10, para:
Promover e incentivar el desarrollo de una industria nacional de cine, así como otros aspectos vinculados al desarrollo cinematográfico y audiovisual.

## Historia
La DGCINE entró en operación el 13 de junio de 2011, sustituyendo a la Dirección Nacional de Cine (DINAC), bajo la gestión de Ellis Pérez.
En la primera semana de enero de 2014, designan a Yvette Marichal, hija del pelotero dominicano Juan Marichal, como la nueva directora general de la DGCINE, por decreto del presidente Danilo Medina, quedando Ellis Pérez como asesor cinematográfico del Poder Ejecutivo.
El 13 de enero de 2021, mediante el decreto 21-21, el presidente de la República Dominicana Luis Abinader, designó a Marianna Vargas Gurilieva como la nueva directora general de la DGCINE. Marina Vargas es una abogada que ha colaborado en la elaboración, revisión y modificación de la Ley para el Fomento de la Actividad Cinematográfica dominicana y su reglamento de aplicación; así como también ha realizado varias publicaciones relativas a estos temas en medios digitales e impresos.

### Ley de Cine
Cómo órgano superior a la DGCINE, la Ley N.º 108-10 creó el Consejo Intersectorial para la Promoción de la Actividad Cinematográfica en la República Dominicana (CIPAC). Está integrado por once miembros, quienes ejercen sus funciones sin remuneración, de los sectores público y privado, relacionados con la industria cinematográfica.
El CIPAC emite las resoluciones de validación de inversión, calificación de salas de cine, de estudios de filmación y calificación de proveedor de servicios técnicos especializados.
La Ley también creó la Comisión Consultiva de Cinematografía (CCCine), un órgano consultivo con el objetivo principal de promover las políticas de desarrollo de la actividad cinematográfica nacional y de la inversión extranjera en el sector. Está conformado por 16 miembros del sector audiovisual de la República Dominicana.

## Actividades de la DGCINE

### Cinemateca Dominicana
La Dirección General de Cine maneja a la Cinemateca Dominicana, una institución dedicada a la preservación, catalogación, exhibición y difusión del cine en la República Dominicana, y que forma parte de la Federación Internacional de Archivos Fílmicos (FIAF).
Con la ley de cine, la Cinemateca Dominicana también adquiere un carácter legal como guardiana del Acervo Fílmico Dominicano. Anteriormente no existía ninguna entidad que hiciera esto. Su directora es, desde 2012, la actriz y realizadora de cine TV Fiora Cruz Carretero.
La Cinemateca Dominicana, ubicada en la Plaza de la Cultura Juan Pablo Duarte en la ciudad de Santo Domingo, también difunde el cine dominicano en otros puntos de la República Dominicana.
Actualmente la Cinemateca Dominicana se encuentra cerrada, temporalmente, por los trabajos de remodelación que se están llevando a cabo en la Plaza de la Cultura, pero continúan desarrollando su programa de difusión cinematográfica en el país.

### Muestra de Cine
La DGCINE, a través de la Cinemateca Dominicana, celebra cada año la Muestra Nacional de Cine, una selección de obras cinematográficas dominicanas más recientes, y que son acogidas bajo las pautas establecidas por la Ley n.º 108-10.